# Македония (област)
Вижте пояснителната страница за други значения на Македония.
Македония (на гръцки: Μακεδονία; на македонска литературна норма: Македонија) е историко-географска област на Балканския полуостров с площ около 69 000 km² и население около 5 000 000 души. Разположена е на басейните на реките Бистрица, Вардар, Струма, Места, Брегалница, Колудей и отчасти Черни Дрин. Съвременните граници на областта са определени през втората половина на XIX век, понеже през османското владичество и дори в късното средновековие, такава административна единица не съществува, а името ѝ е забравено. Преди Берлинският конгрес в състава на областта са били включвани части от Шоплука като Радомирско, Дупнишко, Кюстендилско и Вранско – като последният град и областта му през 1878 година са предадени на Сърбия, въпреки българското му мнозинство.

## Територия
Областта е поделена през XX век след разпада на Османската империя между:
- Гърция – Егейска Македония – с 49,7% от територията, разделена в административните области Западна Македония, Централна Македония и Източна Македония и Тракия
- Северна Македония – с 37,4%, обхващаща 93,6% от територията на Вардарска Македония
- България – Пиринска Македония – с 9,9% (област Благоевград и района около село Бараково)
- Сърбия – малка част от Македония – 1,5 % c районите на Прешево и Буяновац на Вардарска Македония
- Албания – малка част от Македония – 1,2 % – областите Голо бърдо и Мала Преспа, както и района на запад и юг от Охридското езеро
- Косово – малка част от Македония – 0,3 % c района на Качаник на Вардарска Македония

## История и население
Гръцкият просвещенец Атанасиос Псалидас пише в своята „География“ (1818 – 1822):
| „ | Осма провинция е Македония, която е прочута заради Филип и сина му Александър Велики. Сега обаче е жалка, тъй като се населява от долни хора. Районът е богат на зърнени култури, вина, коприна, памук и др. Жителите ѝ са българи, турци и малко гърци и власи, колонисти от Арванития. | “ |

Неофитос Дукас в свое писмо до Кирил VI Константинополски от 1815 година пише, че „българите стигат от бреговете на Истрос, от една страна, до Константинопол, а от друга до Епир и Тесалия“.
През 1861 година английската пътешественичка Мери Аделейд Уокър посещава областта и пише, че открива в неплодородните земи на Македония в районите, обитавани от българи охолство и изобилие.
По данни на английски пътешественици, пътували в Македония в периода 1860 – 1865 г. „мохамеданите се смятат за по-многобройни от християните“ и неравенството в региона е очевидно.

### Население през 1882 г.
Според турски източник, обнародван през 1882 г. в Киев, населението на областта Македония има следния етнически състав:
| българи   | турци   | гърци  | други  | общо      |
| --------- | ------- | ------ | ------ | --------- |
| 1 251 385 | 463 387 | 57 230 | 64 380 | 1 836 382 |

### Население през 1911 г.
В изданието на Енциклопедия Британика от 1911 г. са посочени следните статистически данни за населението на Македония:
- Българи: 1 150 000, от които, 1 000 000 православни и 150 000 мюсюлмани
- Турци: 500 000 (мюсюлмани)
- Гърци: 250 000, от които 240 000 православни и 10 000 мюсюлмани
- Албанци: 120 000, от които 110 000 мюсюлмани и 10 000 православни
- Власи: 90 000 православни и 3000 мюсюлмани
- Евреи: 75 000
- Цигани: 50 000, от които 35 000 православни и 15 000 мюсюлмани
- Общо 1 300 000 християни (почти изцяло православни), 800 000 мюсюлмани, 75 000 евреи, или общо 2 200 000 души население за цяла Македония

### Българите в днешно време
Официално според властите на Северна Македония по преброяване в 2002 г., като българи се определят малко повече от 1400 души, но над 70 000 македонци са получили българско гражданство на базата на деклариран български етнически произход до 2017 година, а десетки хиляди други граждани на Северна Македония са подали молби за българско гражданство, които все още не са удовлетворени.